# Denton (Grand Manchester)
Pour les articles homonymes, voir Denton.
Denton est une ville qui fait partie du district métropolitain de Tameside dans le comté de Grand Manchester, dans le nord-ouest de l'Angleterre.
Sa population était de 36 591 habitants en 2011.

## Personnalités liées à la ville
- Paula Venells (1959-), femme d'affaires britannique et prêtre anglican.